# Aeroportul Grise Fiord
Aeroportul Grise Fiord (IATA: YGZ, ICAO: CYGZ) este un aeroport din Grise Fiord⁠(d), Qikiqtaaluk Region⁠(d), Nunavut, Canada ce deservește zona Grise Fiord⁠(d). A fost numit după zona deservită.
Situat la o altitudine de 41 m, aeroportul dispune de o singură pistă.